# 前115年
| 千纪： | 前1千纪 |
| 世纪： | 前3世纪 \| 前2世纪 \| 前1世纪                                                                                         |
| 年代： | 前140年代 \| 前130年代 \| 前120年代 \| 前110年代 \| 前100年代 \| 前90年代 \| 前80年代                                 |
| 年份： | 前120年 \| 前119年 \| 前118年 \| 前117年 \| 前116年 \| 前115年 \| 前114年 \| 前113年 \| 前112年 \| 前111年 \| 前110年 |
| 纪年： | 西汉元鼎二年 |

## 大事记
- 中国
  - 張騫啟程回國，並帶著數十位來漢朝探路的烏孫國使者，以及數十匹烏孫良馬。張騫被封為“大行”，位列九卿。
  - 南越国第三代君主赵婴齐病死，其子赵兴继承王位。
  - 春末大雨雪，夏季江南大水，汉武帝令巴蜀运粮至江陵救灾[1]。

## 逝世
- 赵婴齐，南越国第三代君主。
- 朱買臣，西漢官員